# Conus peli
Espèce
Statut de conservation UICN

 DD  : Données insuffisantes
Conus peli est une espèce de mollusques gastéropodes marins de la famille des Conidae.
Comme toutes les espèces du genre Conus, ces escargots sont prédateurs et venimeux. Ils sont capables de « piquer » les humains et doivent donc être manipulés avec précaution, voire pas du tout.

## Description
La taille de la coquille atteint 64 mm.

## Distribution
Cette espèce marine est présente au large de Oman.

### Niveau de risque d’extinction de l’espèce
Selon l'analyse de l'UICN réalisée en 2011 pour la définition du niveau de risque d'extinction, cette espèce récemment décrite n'est connue que par quelques spécimens tout au plus. S'il s'agit d'une espèce valide, elle serait endémique à Oman, en particulier dans les eaux au large de l'île de Masirah. Son statut taxonomique est douteux et il n'est connu que par quelques spécimens. S'il s'avère qu'il s'agit d'une espèce valide, son statut restreint pourrait la rendre susceptible d'être affectée par des menaces communes telles que la pollution, mais cela ne peut pas être vérifié car on en sait très peu sur cette espèce.

## Taxonomie

### Publication originale
L'espèce Conus peli a été décrite pour la première fois en 1996 par le malacologiste Robert G. Moolenbeek (d) dans « World Shells »,.

### Synonymes
- Conus (Rhizoconus) peli Moolenbeek, 1996 · appellation alternative
- Rhizoconus peli (Moolenbeek, 1996) · non accepté